# A nie mówiłem?
A nie mówiłem? – dziesiąty album studyjny polskiego rapera Kaz Bałagane. Wydawnictwo ukazało się 4 października 2024 nakładem wytwórni muzycznej Narkopop w dystrybucji e-Muzyka.
Album jest utrzymany w stylu muzyki hip-hop. Składa się z wersji standardowej (1 CD).
Płyta zadebiutowała na 1. miejscu polskiej listy sprzedaży – OLiS. Wydawnictwo uzyskało status platynowej płyty, przekraczając liczbę 30 tysięcy sprzedanych kopii.

## Lista utworów
Opracowano na podstawie materiału źródłowego.
| A nie mówiłem? – Wersja standardowa | A nie mówiłem? – Wersja standardowa | A nie mówiłem? – Wersja standardowa                   | A nie mówiłem? – Wersja standardowa | A nie mówiłem? – Wersja standardowa |
| Nr                                  | Tytuł utworu                        | Słowa                                                 | Muzyka                              | Długość                             |
| ----------------------------------- | ----------------------------------- | ----------------------------------------------------- | ----------------------------------- | ----------------------------------- |
| 1.                                  | „Ja się nie chwalę”                 | Jacek Świtalski, Aleksander Hatem                     | Kacper Denarski, Jakub Wilczek      | 2:44                                |
| 2.                                  | „Po szkole”                         | Jacek Świtalski                                       | Kacper Denarski, Wojciech Niewiński | 3:15                                |
| 3.                                  | „Kolega powiedział”                 | Jacek Świtalski, Jacek Dąbrowski, Dominik Kwiatkowski | Kacper Denarski, Wiktor Piotrowicz  | 3:44                                |
| 4.                                  | „Red flag”                          | Jacek Świtalski                                       | Kacper Denarski, Jakub Wilczek      | 3:00                                |
| 5.                                  | „Kamagrowe Love”                    | Jacek Świtalski                                       | Aleksander Pokorski                 | 3:19                                |
| 6.                                  | „Turkus”                            | Jacek Świtalski                                       | Piotr Wenzel                        | 3:30                                |
| 7.                                  | „Niezły ubaw” (oraz Don Poldon)     | Jacek Świtalski, Łukasz Pikoń                         | Kacper Denarski, Jakub Wilczek      | 2:39                                |
| 8.                                  | „Alejami gwiazd”                    | Jacek Świtalski                                       | Kacper Denarski, Jakub Wilczek      | 2:44                                |
| 9.                                  | „Demi Glace”                        | Jacek Świtalski                                       | Sztywmy Misza, Adam Wiśniewski      | 3:12                                |
| 10.                                 | „Multisport” (oraz Oskar83)         | Jacek Świtalski, Oskar Tuszyński                      | Bartosz Worek, Mateusz Żezała       | 2:59                                |
| 11.                                 | „Bolt”                              | Jacek Świtalski                                       | Piotr Wenzel                        | 2:31                                |
| 12.                                 | „Kawałek nieba” (oraz Kukon)        | Jacek Świtalski, Jakub Konopka                        | Patryk Leśniawski, Maciej Zacheja   | 2:49                                |
| 13.                                 | „Pokolenie Hoodville”               | Jacek Świtalski                                       | Bartosz Worek, Joshua Zwicknapp     | 2:31                                |
| 14.                                 | „Mój blok”                          | Jacek Świtalski                                       | Kacper Denarski, Jakub Wilczek      | 2:52                                |
| 15.                                 | „Maszyny hazardowe”                 | Jacek Świtalski                                       | Artur Ociepka                       | 3:24                                |
| 16.                                 | „Gypsy King” (oraz Malik Montana)   | Jacek Świtalski, Mosa Ghawsi                          | Bartosz Worek, Norbert Drozd        | 2:37                                |
| 17.                                 | „Aromat Lawender”                   | Jacek Świtalski, Michał Oleś                          | Patryk Leśniawski, Adrian Hynek     | 3:24                                |
|                                     |                                     |                                                       |                                     | 51:14                               |

## Pozycje na listach sprzedaży
| Kraj   | Lista (2024)             | Najwyższa pozycja |
| ------ | ------------------------ | ----------------- |
| Polska | OLiS – albumy            | 1                 |
| Polska | OLiS – albumy fizycznie  | 1                 |
| Polska | OLiS – albumy w streamie | 1                 |

| Kraj   | Lista (2024)             | Pozycja |
| ------ | ------------------------ | ------- |
| Polska | OLiS – albumy            | 28      |
| Polska | OLiS – albumy fizycznie  | 26      |
| Polska | OLiS – albumy w streamie | 92      |

## Certyfikaty
| Kraj          | Certyfikat      | Sprzedaż |
| ------------- | --------------- | -------- |
| Polska (ZPAV) | platynowa płyta | 30 000+  |